# メロディー洋子
メロディー洋子（メロディーようこ、Melody Yoko、1988年7月30日 - ）は日本の女性ファッションモデル、タレント。アメリカ合衆国カリフォルニア州レドンド・ビーチ出身。

## 人物
父親がアイルランド系アメリカ人で母親が日本人。ロサンゼルスでのオーディションをきっかけに来日し、モデルとなる。地元で進学予定であった大学を入学辞退し、来日後、上智大学へ入学。
趣味は水泳、サーフィン、写真撮影。特技は器械体操、チアーリーディング、ダンス（ヒップポップ、ジャス）。

## 出演

### 雑誌
- CLASSY.（光文社）専属
- GLAMOROUS（講談社）専属

### 広告
- Ravijour[3]

### CM
- 資生堂 ザ・コラーゲン（ALL媒体）
- サッポロビール 麦とホップ The gold（2016年）[4]

### テレビ番組
- シネ通!（テレビ東京、2009年 - 2011年9月）
- BAZOOKA!!!（BSスカパー、2011年10月 - 2012年6月）
- 美少女ヌードル (テレビ朝日、2012年4月2日)
- ウレロ☆未完成少女 (テレビ東京、2012年8月18日） - 第5話ゲスト

### テレビゲーム
- ロストプラネット 3 (カプコン、2013年8月29日） - 雪賊の族長の娘「ミラ」のモデリング[5]。

## リリース作品

### 写真集
- 月刊メロディー洋子（新潮社、2008年8月8日）